# هشام زين الدين
هشام زين الدين هو باحث وأكاديمي ومخرج ومؤلف مسرحي من لبنان. مؤسس فرقة المسرح التربوي اللبناني. حاز جائزة التأليف المسرحي في مهرجان الأسبوع المسرحي في سلطنة عمان عن نصه المسرحي «هذيان اخر الليل».

## سيرة
ولد هشام شامل زين الدين في 15 آذار (مارس) 1968 في قرية بطمة (منطقة الشوف اللبنانية). تعلم في ثانوية كمال جنبلاط الرسمية، ثم أكمل تعليمه العالي في الجامعة اللبنانية، وأكاديمية بيلاروسيا للفنون الجميلة (1988 - 1992)، وأكاديمية سانت بطرسبورغ الحكومية للفنون المسرحية (1996) فحاز دكتوراه دولة في الفنون المسرحية، بعدما حاز شهادة الماجستير في الإخراج المسرحي.

## نشاطه الثقافي والفني
يعمل زين الدين في الإخراج والتأليف المسرحي، وهو أستاذ المسرح في كلية الفنون الجميلة والعمارة، ورئيس الفرقة البحثية للفنون البصرية والتشكيلية في المعهد العالي للدكتوراه في الجامعة اللبنانية.
وكان قد رأس قسم التربية المسرحية في كلية التربية في الجامعة اللبنانية بين 2002 و2004. ويشغل منذ 2 كانون الثاني 2023 منصب عميد كلية الفنون الجميلة والعمارة في الجامعة اللبنانية، ويعدّ صاحب أول تجربة لبنانية في إطار «مسرحة المناهج» في مجموعة مدارس رسمية وخاصة مع الشبكة المدرسية لصيدا والجوار.
نشر العديد من المقالات والأبحاث في الصحف والمجلات والدوريات اللبنانية والعربية. وله مساهمات ومشاركات في عدة مهرجانات تحكيم في لبنان والعام العربي. ورأس لجنة مناهج المسرح في المركز التربوي للبحوث والانماء، وعضو مجلس أمناء «مؤسسة الاستشارات والعيادة التربوية» في لبنان، وعضو اللجنة الاستشارية في مجلة الحداثة. وكان قد تسلم رئاسة تحرير المجلة التربوية في لبنان بين الأعوام 2004 و2008، وعُين كاختصاصي الفنون الجميلة في المركز التربوي للبحوث والإنماء من 2004 حتى 2008.
أخرج مجموعة من الأفلام الوثائقية لصالح وزارة الثقافة وتلفزيون لبنان، والمؤسسة اللبنانية للإرسال (lbc)، واستشاري المحطة الفضائية المتخصصة للتعليم ومحو الأمية بين 2005 و2006. وقد كُتب عن أعماله العديد من المقالات والأبحاث.

## الجدار الخامس في المسرح
طرح زين الدين مصطلح «الجدار الخامس في المسرح» في بحث له قدمه في ندوة افتراضية بمناسبة اليوم العالمي للمسرح ضمن فعالية لـ«ملتقى القاهرة الدولي للمسرح الجامعي»؛ ويقصد بالجدار الخامس «الجدار الإلكتروني» أي الذي نشاهد من خلاله المسرح الافتراضي عبر شاشات التلفون الخليوي أو جهاز الكمبيوتر بسبب ما فرضته جائحة كورونا، فيما كان المسرح يقف عند حدود الجدار الرابع الوهمي الذي كان يفصل بين المشاهد والممثل على الخشبة. ويقول زين الدين في هذا الخصوص:
"أطلق هذه العبارة أو هذا المصطلح “الجدار الخامس” في المسرح للتنبيه من خطورته وليس بقصد ادعاء البطولات النظرية في اكتشاف مصطلحات جديدة، فهذا الجدار بات موجودًا وبات أمرًا واقعًا، والوحش التكنولوجي الذي أوجده لا يرحم، وكما سعى هذا الوحش إلى تحويل كل مجالات حياتنا إلى ضحايا له، ونجح في ذلك بحكم الحاجة والتطور والتقدم والراحة والتسلية، ها هو يتقدم إلى عوالمنا الداخلية، إلى ممارساتنا الحميمية، والمسرح منها إن لم يكن أهمها".

## أعماله
لزين الدين العديد من الأعمال المسرحية والمؤلفات والأبحاث والكتابات، منها:

### مسرح
- بيت الكل - مسرحية تربوية - 2001 (إخراج وتأليف)
- اليوم زغار وبكرا كبار - مسرحية تربوية - 2003 (إخراج وتأليف)
- زيارة السيد الوزير، عرضت في مسرح بابل، بيروت 2011، (تأليف وإخراج)
- تفل قهوة - 2016 (مونودرامية كتب نصها المسرحي وأخرجها زين الدين عن قصة لهيثم الطفيلي) [29][30]
- درس عمومي- 2018
- عبابيد - 2019 (إخراج وتأليف) [31][32]

### كتب
- زيارة السيد الوزير - دار الفارابي 2007 [33]
- التربية المسرحية: الدراما وسيلة لبناء الإنسان - دار الفارابي 2008 [34]
- الكتاب المدرسي في المركز التربوي للبحوث والإنماء (مؤلف مشارك)
- هذيان آخر الليل [4]

## وصلات خارجية
- «هشام زين الدين» الكاتب والمخرج المسرحي والأكاديمي: المجتمعات المنغلقة انتهت إلى الانهيار
- النقد المسرحي وأسئلة الغياب والتغييب – الدكتور هشام زين الدين – لبنان
- هشام زين الدين: ندوات المهرجان تساهم في تطوير إبداعات ومعارف المسرحيين